# Гаяна
Гая́на (англ. Guyana [ɡaɪˈænə]); повна назва Кооперати́вна Респу́бліка Гая́на (англ. Co-operative Republic of Guyana) — держава в Південній Америці, омивається на півночі Атлантичним океаном, межує на сході із Суринамом, півдні та південному заході з Бразилією, північному заході з Венесуелою. Площа країни 214 969 км². Столиця і найбільше місто — Джорджтаун. Офіційна мова — англійська. На південноамериканському материку Гаяна — єдина англомовна країна і єдина держава, яка входить до британської Співдружності націй.
2017 року 41% населення Гаяни жило за межею бідності. Економіка Гаяни трансформується після відкриття запасів нафти 2015 року та комерційного буріння 2019 року. 2023 року Гаяна посідає четверте місце за показником ВВП на душу населення в Америці після Сполучених Штатів, Канади та Багамських островів і є однією з країн із найбільшим покращенням рейтингу за індексом людського розвитку з 2015 року. Однак, за даними World Банк, 2023 року все ще існує дуже значна бідність.

## Етимологія
Назва «Гаяна» походить від Гвіани, оригінальної назви регіону, який раніше включав Гаяну (Британська Гвіана), Суринам (нідерландська Гвіана), французьку Гвіану, частину Колумбії, Венесуели та Бразилії. За даними Оксфордського словника англійської мови, Гаяна є похідним від індіанської мови та означає «земля великої води».

## Історія

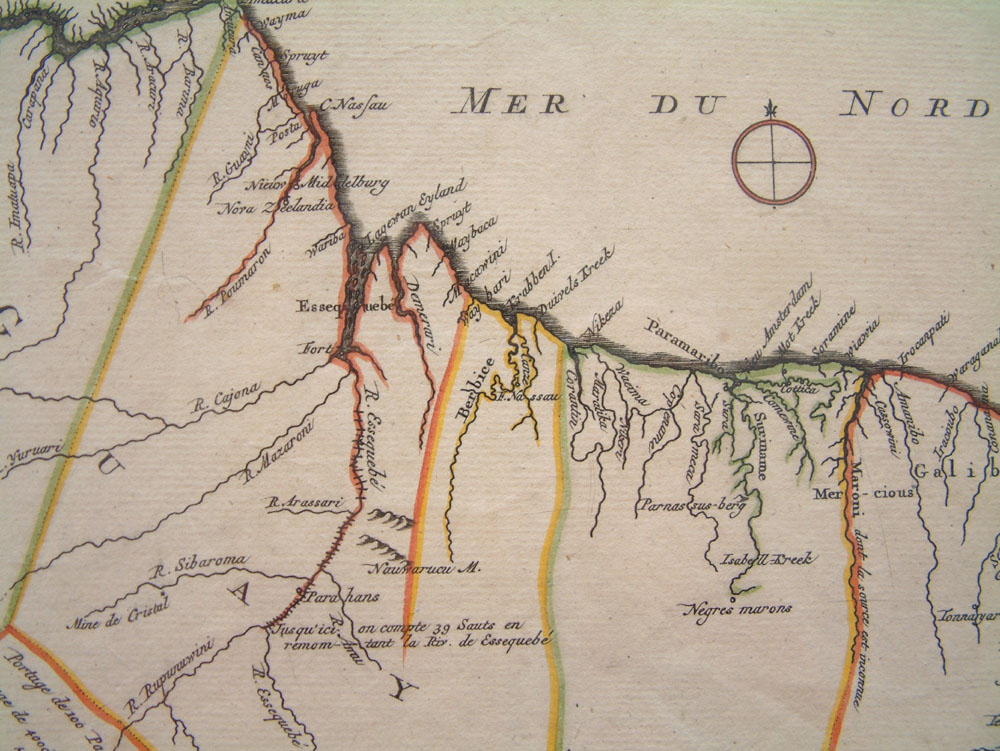

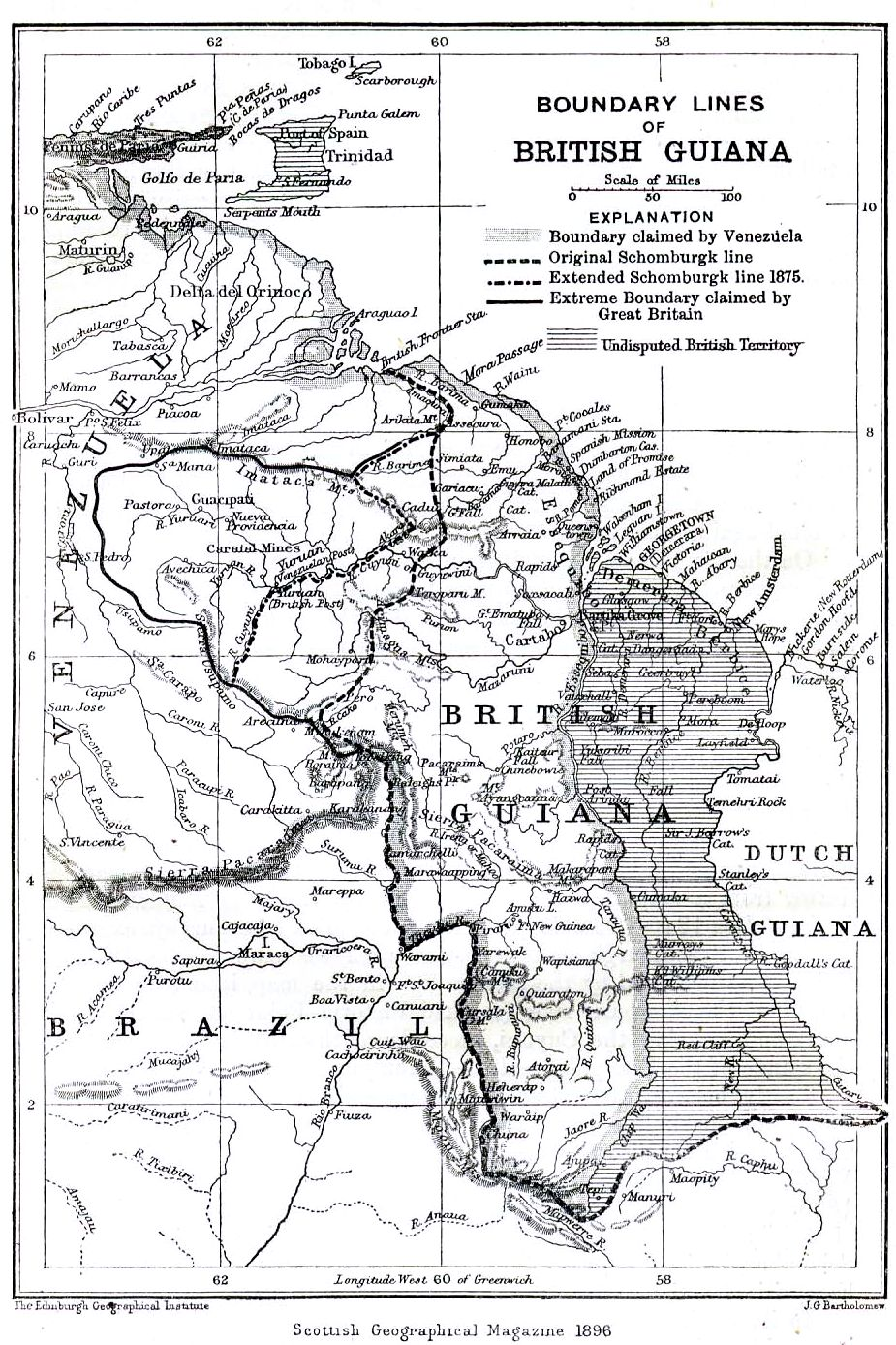
Карта Британської Гвіани

Перші люди проникли на територію Гаяни з Центральної Америки близько 35000 років тому. Це були нащадки вихідців з Азії, що розселялися по американському континенту з півночі на південь. Хоча на інших територіях Північної і Південної Америки незабаром виникли потужні цивілізації, індіанське населення в Гаяні залишалося відносно примітивним. До моменту відкриття Америки Христофором Колумбом на території Гаяни населення ділилося на дві великі групи: араваки, які жили на узбережжі, і кариби, що займали внутрішні простори. У спадок від корінних жителів дісталося саме слово «Гаяна», яким позначали регіон, що включав існуючі тепер Гаяну, Суринам і Французьку Гвіану. Значення цього слова — «земля води» — вказує на численні водні потоки, що перетинають територію країни.
Перші європейські поселення на території Гаяни заснували голландці. Нідерланди здобули незалежність від Іспанії наприкінці XVI століття і на початку XVII століття стали однією з головних комерційних держав, яка торгувала з англійськими та французькими колоніями на Малих Антильських островах. У 1616 році з'явилося перше голландське поселення в Гаяні — факторія за 25 км вгору від гирла по річці Ессекібо. Незабаром з'явилися й інші поселення, як правило, на великих річках за кілька кілометрів від узбережжя. Вихідним завданням цих поселень була торгівля з місцевим населенням, але незабаром голландці змінили мету й стали брати під контроль території, як і інші європейські держави в цьому регіоні. Хоча Гаяну вважала своєю Іспанія і періодично надсилала загони, голландці отримали над нею контроль на початку XVII століття. У 1648 році суверенітет голландців був офіційно підтверджений Мюнстерським мирним договором.
Хоча голландські колонізатори спочатку були орієнтовані на торгівлю в Карибському регіоні, незабаром їхньою основною метою стало виробництво зернових. Всезростаюча важливість сільського господарства характеризується показниками експорту: в 1623 році Ессекібо поставила 15 тонн тютюну. Зі збільшенням сільськогосподарських площ у колоніях виявилася нестача робочої сили. Корінне населення було погано пристосоване до роботи на плантаціях, крім того, індіанці масово вимирали від хвороб, завезених європейцями. Внаслідок цього Голландська Вест-Індійська компанія вдалася до завезення африканських рабів, які швидко стали ключовим елементом місцевої економіки. До 1660 року кількість рабів становило 2500 осіб; корінне населення оцінювалося в 50 000, при цьому більшість індіанців поселилася вглибині материка. Незважаючи на важливість для економіки, умови праці рабів були суворими. Смертність серед них сягала високих показників, а важкі умови життя приводили до частих повстань.
Бажаючи привернути більше поселенців, у 1746 році голландська адміністрація дозволила селитися біля річки Демерара іммігрантам із Великої Британії. Британські плантатори на Малих Антильських островах страждали від виснаження ґрунту й багато з них переселилося в голландські колонії, які пропонували родючі землі й обіцянку права власності на ділянки. Приплив британців був настільки великий, що до 1760 року вони склали більшість населення Демерари. До 1786 року внутрішні справи колонії перейшли під британський контроль.
Каталізатором формального переходу Гаяни під британське управління стала Французька революція й наполеонівські війни. У 1795 році Франція окупувала Нідерланди. Велика Британія оголосила війну Франції та в 1796 році направила експедиційні сили з Барбадосу в голландські колонії. Вторгнення британців пройшло безкровно й місцеве управління практично не було порушене, залишившись у рамках раніше реалізованого плану.
Бербіс і колонії Демерара й Ессекібо перебували під британським управлінням з 1796 по 1802 роки. Відповідно до Ам'єнського договору всі вони були повернуті голландцям. У 1814 році за Англо-голландською конвенцією обидві колонії були формально передані Великій Британії. У 1831 році Бербіс, Демерара та Ессекібо були об'єднані в одну Британську Гвіану. Новостворена колонія залишалася під британським управлінням до середини XX століття. 26 травня 1966 року було проголошено незалежність Кооперативної Республіки Гаяна.

## Природа

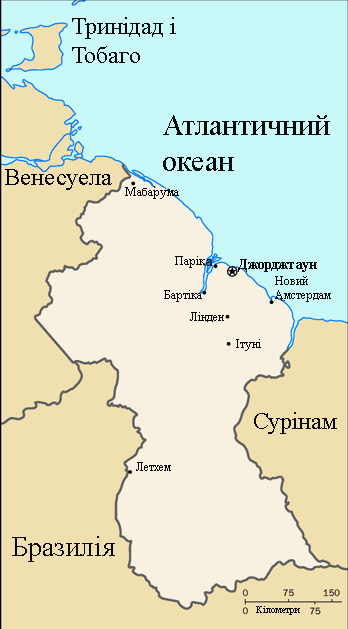
Карта Гаяни

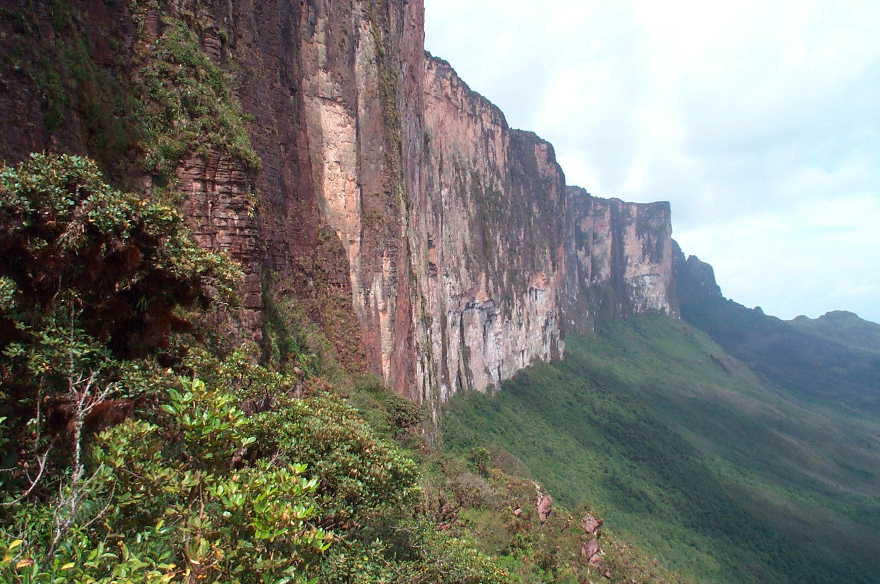
Схил гори Рорайми (2810 м)

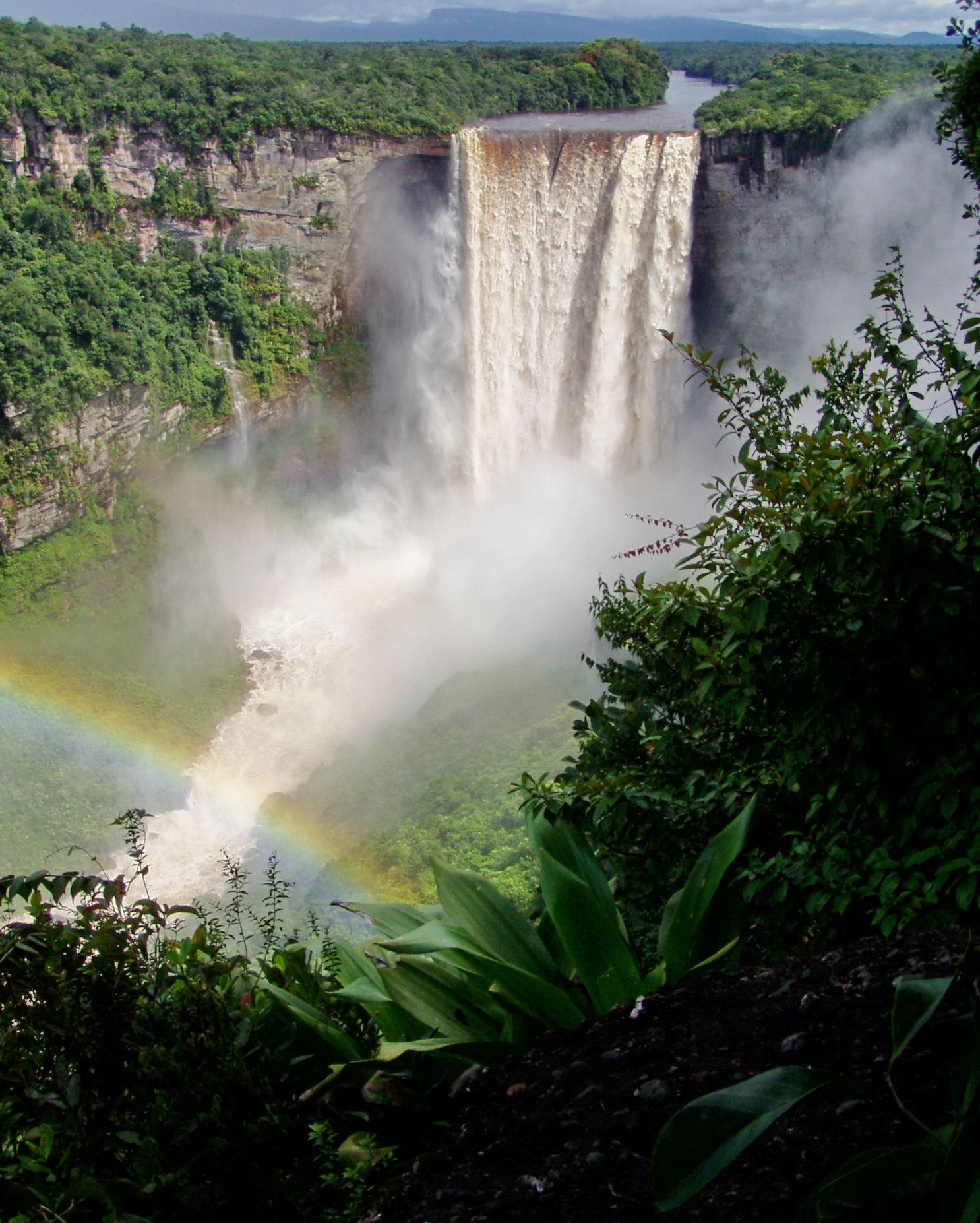
Водоспад Каєтур

Територію країни можна розділити на три географічні регіони. Височинна частина, Гвіанське нагір'я, займає південь і центр країни. Воно розрізане на окремі масиви річковими долинами. Найбільш височинним вважається захід центральної частини країни. В одному з гірських ланцюгів на кордоні з Венесуелою й Бразилією знаходиться найвищий пункт країни — гора Рара (2810 м). Поверхня поступово знижується в бік Атлантичного океану, поки не переходить у рівнину, порослу тропічними лісами. Ближче до океанічного узбережжя рівнини перетворюються в заболочені низовини до 100 км в ширину.
Назва Гаяни мовою індіанців — араваків означає «місце великих вод». По всій території країни природою прокладена густа мережа водних потоків. Найбільші річки — Ессекібо, Демерара, Корантейн, Куюні та ін. Усі вони беруть початок на Гвіанському нагір'ї та впадають в Атлантичний океан. У пересіченій місцевості річки утворюють численні водоспади. Найбільш знаменитий із них водоспад Каєтур висотою 226 м. Більшість річок Гаяни судноплавні та виконують роль важливих транспортних артерій.
У гирлі річка Ессекібо формує широку дельту з багатьма островами. Вона розділяє узбережжя на 2 частини — північно-західну й південно-східну. Берег низький, часто нижче рівня океану. У минулому морські припливи розливалися на значну частину суші. Для захисту берегів були побудовані дамби й мережа дренажних каналів. Річки викидають в океан багато мулу, через це вода набуває брудно-коричневого кольору, утворюються мулисті обмілини до 22,5 км в довжину.
Розвідані корисні копалини — боксити, золото, алмази, буре вугілля, щебінь, марганець, залізо, нікель.
Клімат у Гаяні субекваторіальний, жаркий. Середньорічна температура коливається від +20 °C до +27 °C на узбережжі та від +18 °C до +39 °C у внутрішніх районах країни. Сезони дощів тривають з травня до червня і з грудня до січня. Середньорічна кількість опадів становить від 1200 мм на височинах і до 3000 мм на узбережжі.
Флора і фауна Гаяни вирізняється значною різноманітністю. Це обумовлено змінами в кількості дощових опадів, складу ґрунту та особливостями людської діяльності в різних регіонах країни. Велика частина океанічного узбережжя оброблена і використовується в сільському господарстві, однак місцями на ньому збереглися мангрові ліси й мілини, де розмножуються морські черепахи.
Далі на рівнинах, височинах і передгір'ях тягнеться смуга вологих тропічних лісів. Ліси займають близько 80 % площі Гаяни. Всього налічується близько 1000 видів різних дерев, в тому числі рідкісні та цінні сандалове дерево, баїя, залізне дерево, гевея і т п. У кронах дерев живе багато птахів, комах, дрібних ссавців. На південному заході відкривається савана — величезне природне пасовище для дикої й домашньої худоби.
Ліси Гаяни населяють анаконди, голкошерсти, лінивці, ягуари, пуми, тапіри, вузьконосі мавпи. У савані зустрічаються антилопи, комахоїди, броненосці. У річках багато риби, поширені крокодили, прісноводні молюски, плазуни та ін.
У 2012 році Гаяна отримала від Норвегії нагороду в сумі 45 мільйонів доларів за збереження тропічних лісів відповідно до угоди про захист і збереження природного середовища проживання, що була укладена між країнами у 2009 році на загальну суму $250 млн. Станом на 2016 рік країна отримала $115 млн від загальної суми гранту.

## Адміністративний поділ

Регіони Гаяни

Гаяна поділяється на 10 регіонів:
| №  | Регіон                           | Площа км² | Населення | Населення на км² |
| -- | -------------------------------- | --------- | --------- | ---------------- |
| 1  | Барима-Вайні                     | 20,339    | 24,275    | 1.2              |
| 2  | Померун-Супенаам                 | 6,195     | 49,253    | 8.0              |
| 3  | Острови Есекібо-Західна Демерара | 2,232     | 103,061   | 46.2             |
| 4  | Демерара-Махайка                 | 1,843     | 310,320   | 168.4            |
| 5  | Махайка-Бербіс                   | 3,755     | 52,428    | 14.0             |
| 6  | Східний Бербіс-Корентайн         | 36,234    | 123,695   | 3.4              |
| 7  | Куюні-Мазаруні                   | 47,213    | 17,597    | 0.3              |
| 8  | Потаро-Сипаруні                  | 20,051    | 10,095    | 0.5              |
| 9  | Верхнє Такуту-Верхня Есекібо     | 57,750    | 19,387    | 1.3              |
| 10 | Верхня Демерара-Бербіс           | 19,387    | 41,112    | 2.1              |
|    | Гаяна                            | 214,999   | 751,223   | 3.49             |

## Населення

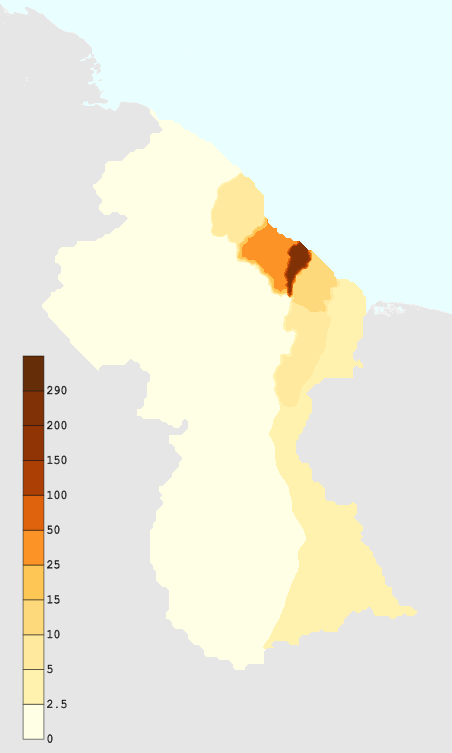
Густота населення країни в 2005 році

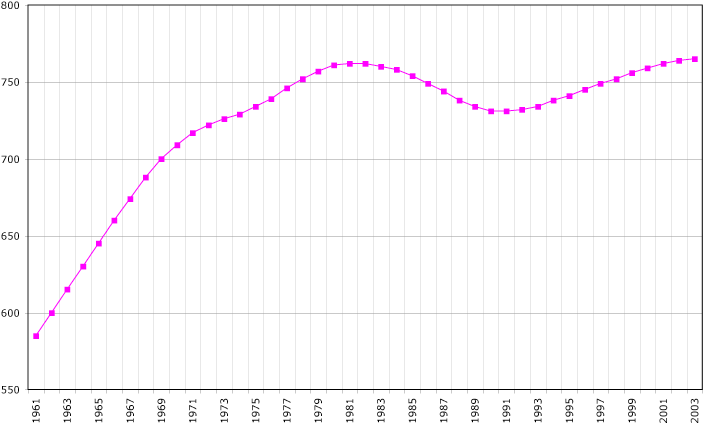
Графік скорочення чисельності населення Гаяни, 1961-2003 роки

### Демографія
Згідно з переписом населення 2002 року чисельність населення Гаяни становила 751 223 жителі, згідно з оцінкою на 2011 приріст населення становить −0,44 %. Таке суттєве зменшення пояснюється передовсім високим рівнем еміграції з країни. Загальний рівень зовнішньої міграції для країни становить −14,32 на тисячу населення і це один із найнижчих показників у всьому світі. Натомість природний приріст є додатнім. У 1969—1976 рр. з країни офіційно виїжджало в середньому 6080 осіб на рік. У 1976—1981 рр. ця цифра зросла до 14 400 осіб, причому 43 % емігрувало до США, 31 % — в Канаду, близько 10 % — до Великої Британії, 9 % — у країни Карибського басейну.
Наприкінці 1980 рр. легальна й нелегальна еміграція досягала 10—20 тисяч осіб на рік. Більшість емігрантів мали індійське походження, належали до середнього класу і мали досить гарну професійну освіту. Нині тільки до США щорічно виїжджає близько 30 тисяч осіб. Понад 100 тисяч гаянців мають громадянство США. Народжуваність у країні становить 17,12 народжених на 1000 жителів, смертність — 7,2 смертей на тисячу жителів (всі дані на 2011 рік). Середня тривалість життя в Гаяні — 67,08 років. Для чоловіків цей показник становить 63,27 років, для жінок — 71,07 років.

### Етнічний склад
Найбільшою етнічною групою населення Гаяни є індо-гаянці — нащадки робітників з Індії, що вперше прибули до країни в середині 19 століття. Згідно з переписом 2002 року їх частка в населенні країни дорівнює 43,5 %. Більшість індійців, що переїжджали до Гаяни, були вихідцями зі штатів Уттар-Прадеш і Біхар, трохи меншу кількість становили таміли. Кількість і процент населення індійського походження зменшується. Так, за переписом 1980 року індо-гаянці нараховували 234 094 особи або 51,93 % населення, а в 1991 році ця громада нараховувала 351 939 жителів або 48,63 % населення.
Другою найбільшою групою населення Гаяни є афро-гаянці. Їх частка в населенні країни дорівнює 30,2 %. Ця група населення живе переважно в містах, зокрема гаянці африканського походження становлять більш ніж половину населення столиці країни. За переписом 2002 року майже 57 % афро-гаянців жили в регіоні Демерара-Магайка, до складу якого входить Джорджтаун і прилеглі території.
16,7 % населення є нащадками кількох народів і рас. Представники корінних індіанських народів утворюють 9,1 % населення, причому протягом останніх років їх число зростає. Так, кількість корінного населення зросло на 22 тисячі між переписами населення 1991 і 2002 років, що дорівнює зростанню майже на 50 %. Індіанське населення Гаяни належить до 9 народів — араваки, кариби, акавайо, арекуна, патамона, макуші, варано, вапішана і ваі ваі. Корінне населення становить більшість у всіх чотирьох регіонах західної Гаяни.
Меншими групами населення Гаяни є португальці (1500 жителів) і китайці (1400 жителів).
Найпоширенішою релігією Гаяни є християнство. Християнами є близько 57 % населення, з яких 16,9 % — п'ятдесятники, 8,1 % — католики, 6,9 % — прочани англіканської церкви. Індуїзм сповідують 28,4 % населення, 7,2 % жителів країни — мусульмани.

### Мови
| Релігія в Гаяні, 2012 | Релігія в Гаяні, 2012 | Релігія в Гаяні, 2012 | Релігія в Гаяні, 2012 | Релігія в Гаяні, 2012 |
| --------------------- | --------------------- | --------------------- | --------------------- | --------------------- |
| Релігія               |                       |                       | Процент               |                       |
| Християнство          | Християнство          |                       | 63.9%                 | 63.9%                 |
| Індуїзм               | Індуїзм               |                       | 24.8%                 | 24.8%                 |
| Іслам                 | Іслам                 |                       | 6.8%                  | 6.8%                  |
| Інші релігії          | Інші релігії          |                       | 1.4%                  | 1.4%                  |
| Не визначились        | Не визначились        |                       | 3.1%                  | 3.1%                  |

Англійська мова є офіційною мовою Гаяни та використовується в освіті, державному управлінні, засобах масової інформації та послугах. Переважна більшість населення розмовляє гаянською креольською на основі  англійської з невеликим впливом африканських та східноіндійських мов. Окрім того, незначна частина населення розмовляє карибськими мовами, а індійські мови використовуються тільки в культурних та релігійних цілях.
На сьогодні в країні як друга мова дедалі ширше використовується португальська, особливо на півдні країни, на кордоні з Бразилією. Голландською і французькою говорять ті, хто часто відвідує сусідні Французьку Гвіану і Суринам. Окрім того, французька широко викладається в середніх школах поряд з іспанською як іноземна мова. Останньою зазвичай розмовляють гості та жителі з Венесуели.

## Економіка

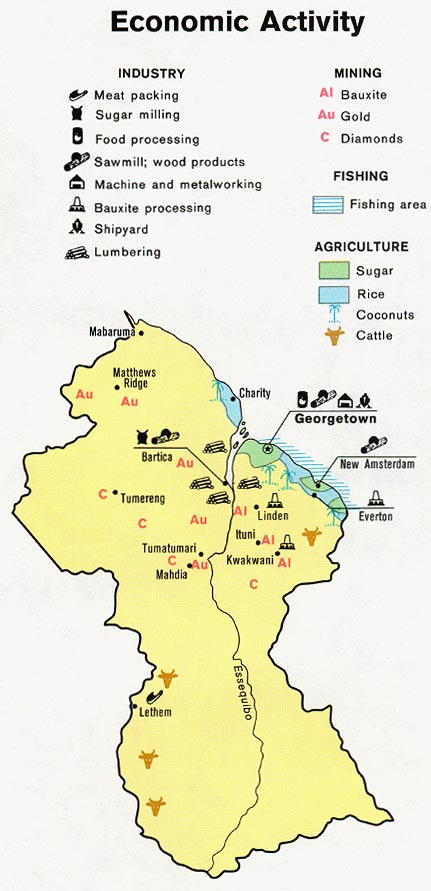
Економічна географія країни

Гаяна після здобуття незалежності була однією з найбідніших країн Західної півкулі (на другому місці після Гаїті), з найнижчим доходом на душу населення серед держав Південної Америки. Рекомендації МВФ і значна іноземна фінансова допомога дали змогу Гаяні стримувати інфляцію й частково розв'язати проблему платежів за зовнішніми боргами.
У 2001—2002 рр. спостерігалося помірне економічне зростання за рахунок розширення аграрного й гірничодобувного сектора і залучення іноземних капіталовкладень. У 2003 р. зростання сповільнилося, 2004 року реальне зростання ВВП становило 0,5 %. Зростання інфляції у 2004 р. досягнуло 5,7 %. Хронічними проблемами економіки залишаються брак кваліфікованої робочої сили та збитковість інфраструктури. Щонайменше 9 % робочої сили — безробітні.
Традиційно економіка Гаяни спиралася на експорт цукру, золота, бокситів, креветок, деревини й рису. Їх виробництво і продаж становило приблизно 60 % ВВП країни та залежало від цін на зовнішніх ринках на сировину.
Структура народного господарства виглядала наступним чином:
| Галузь господарства   | Відношення до ВВП, % | Участь населення, % |
| --------------------- | -------------------- | ------------------- |
| Сільське господарства | 21,35                | 1,4                 |
| Промисловість         | 33,74                | 15,10               |
| Сфера послуг          | 43,37                | 34,6                |

На розвиток економіки позитивно позначився вступ країни у 2006 році в єдиний ринок КАРІКОМ, а також призупинення постійної інфляції. Разом із цим Гаяна має значні зовнішні позики. У 2012 році загальний ВВП Гаяни становив 3 мільярди доларів США, приблизно 7939 доларів США на людину. Таким чином, країна залишається однією з найбідніших у Латинській Америці.
2017 року 41% населення Гаяни проживав за межею бідності. Економіка Гаяни трансформується після відкриття запасів нафти у 2015 році та комерційного буріння 2019 року. Її економіка розвивалася, незважаючи на пандемію COVID-19 у 2020 році, і зросла на  49% протягом року, що робить її, за деякими розрахунками, економікою з найшвидшим зростанням. Країна має намір стати одним із найбільших виробників нафти на душу населення у світі до 2030 року. Відкриття понад 11 мільярдів барелів нафтових запасів біля узбережжя Гаяни 2017 року є найбільшим зростанням світових запасів нафти з 1970-х років. Нині Гаяна посідає четверте місце за показником ВВП на душу населення в Америці після Сполучених Штатів, Канади та Багамських островів і є однією з країн із найбільшим покращенням рейтингу за індексом людського розвитку з 2015 року. За даними World Банк у 2023 році все ще існує дуже значна бідність, і країна стикається зі значними ризиками в структурному управлінні своїм зростанням.

### Сільське, лісове господарство, рибальство
Землеробство розвинене переважно на півночі країни, де існують комерційні насадження цукрової тростини, рису, кокосової пальми та кави. Основний дохід фермерам приносить вирощування цукрового очерету і рису. Розширення площ засіву й допомога уряду в забезпеченні добривами сприяли суттєвому підвищенню врожайності в другій половині 2000-х рр. На півдні країни землеробство має допоміжний характер, тут домінує тваринництво, існують великі господарства, які тримають велику рогату худобу. У 2009 році виробництво м'яса і молодняку підвищилося на 2,5 %.
Вилов риби й креветок здійснюється в прибережних водах Атлантичного океану. Рибалки користуються переважно малими суднами. У другій половині 2000-х рр. економічне зростання цієї галузі знизилося на 10,5 % через падіння попиту і виснаження деяких промислів. Несприятлива зовнішня кон'юнктура також зумовила спад у лісовому господарстві (–0,6 % у 2009 р.)

### Видобуток корисних копалин
Гаяна має багаті родовища бокситів і золота. Окрім того, тут видобувають алмази. Видобуток корисних копалин регулює державна комісія з геології та видобутку, створена в 1979 році.
Видобуток бокситів здійснюється головним чином у межиріччі річок Бербіс і Демерара. Це складний технологічний процес, до якого залучені великі компанії, що постійно потребують значних інвестицій. Протягом останніх двох десятиліть XX століття бокситна промисловість Гаяни перебувала в складному становищі через неефективне державне управління і перерозподіл доходів на користь інших галузей економіки. У 2004 році була створена Бокситна компанія Гаяни з частковою приватною участю. У 2006 році уряд Гаяни продав активи великої державної видобувної російсько-швейцарської компанії російській алюмінієвій компанії Русал. Русал, а також китайські інвестори, отримали можливість вести видобуток високоякісних вогнетривких бокситів. Розвитку видобутку бокситів сприяє світовий попит на алюміній і цемент, у виробництві яких використовуються ці корисні копалини.
Видобуток золота й алмазів притягує як великі компанії, так і дрібних копачів. Ліцензовані добувачі об'єднані в окрему асоціацію. Згідно з планом 2013 року, її члени поставили на ринок 500 тисяч унцій золота. Відкрито велике родовище нафти, однак воно не експлуатується, і країна як і раніше залежить від імпорту. Переробна промисловість розвинена слабо, спеціалізується на переробці сировини та сільськогосподарської продукції.

### Нафтова промисловість Гаяни
Гаяна — один з найновіших нафтовидобувних регіонів у світі, де в грудні 2019 року було отримано першу сиру нафту комерційного сорту. Нафтові свердловини в Гаяні розташовані на шельфі, майже за 200 км від узбережжя. Усі нинішні нафтові родовища розташовані на схід від річки Ессекібо у водах, які, як видається, є безперечними. ExxonMobil розпочала пошук нафти й газу в Гаяні у 2008 році, зібравши та оцінивши значний обсяг тривимірних сейсмічних даних, що дало змогу компанії безпечно пробурити свою першу розвідувальну свердловину Liza-1 у 2015 році.

### Транспорт

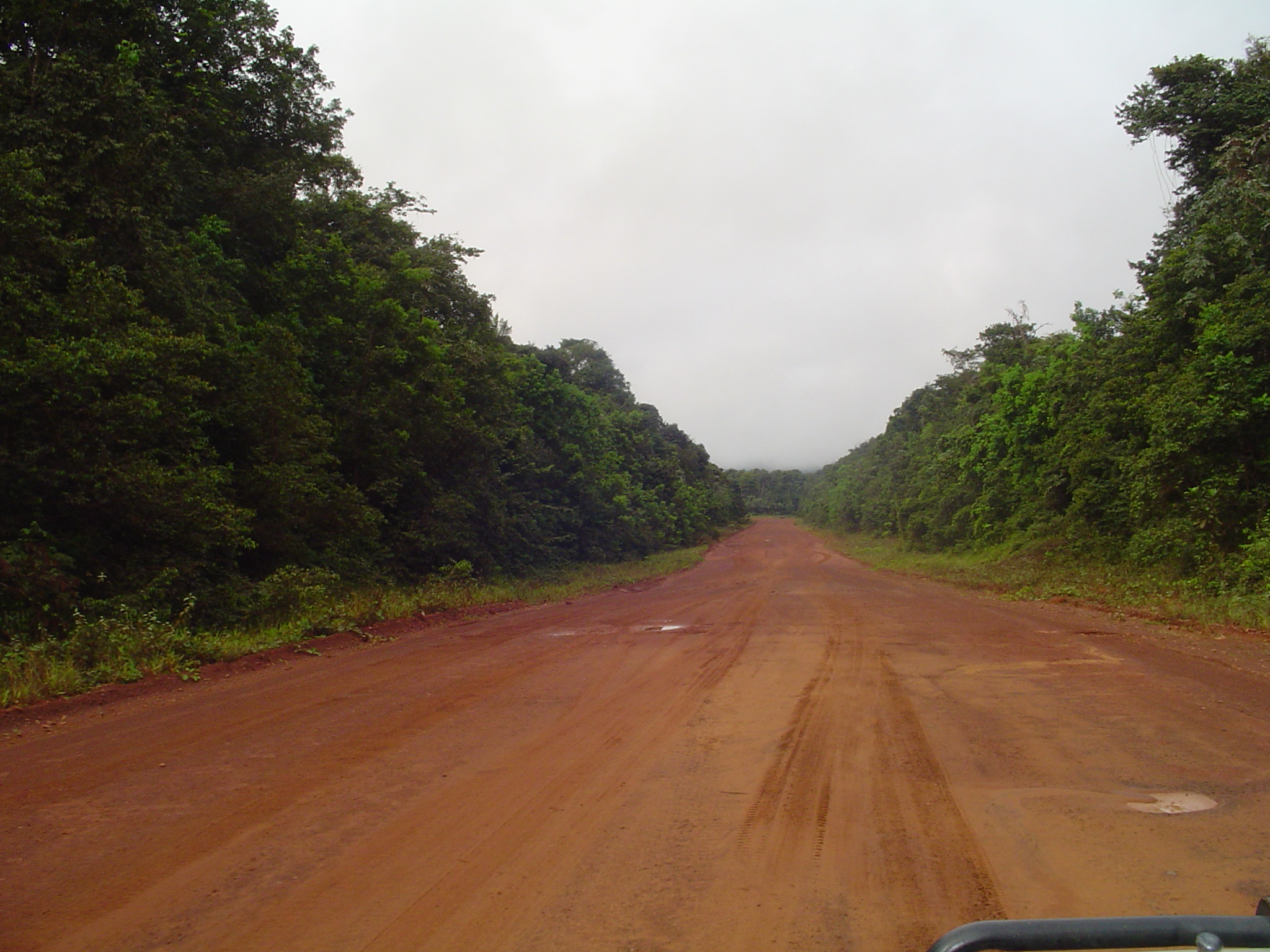
Дорога на південь від Ліндену

Освоєність території країни транспортними артеріями невисока. Основним видом транспорту в Гаяні є автомобільний. З 8 тисяч кілометрів автодоріг тільки 590 км мають асфальтове покриття. Рух у країні — лівосторонній.
Довжина залізниць на 2005 рік становила 187 км, з них 139 км мали ширину колії 1435 мм, а 48 км — 914 мм. Залізнична мережа країни була довго ізольована від сусідніх держав. У локомотивному парку — теплотяги. Станом на 2015 рік, залізниці більше не використовуються і повільно руйнуються.
Довжина річкових шляхів, що використовуються для судноплавства, становить 1000 км. У гирлі великих річок розташовуються порти, куди можуть заходити океанські судна. Найважливіші морські порти: Джорджтаун, Нью-Амстердам, Евертон і Лінден. У країні діє 3 міжнародні аеропорти та близько 80 місцевих аеродромів.
Погана транспортна система Гаяни гальмує економічний та соціальний розвиток країни. По-перше, погані дороги здорожчують виробництво, що знижує конкурентоспроможність, особливо в гірничодобувній і лісовій галузях. По-друге, це також ускладнює транспортування окремих видів сировини з південних регіонів країни. Слабка інтеграція різних частин Гаяни викликає труднощі з політичною цілісністю держави.

## Уряд і політика

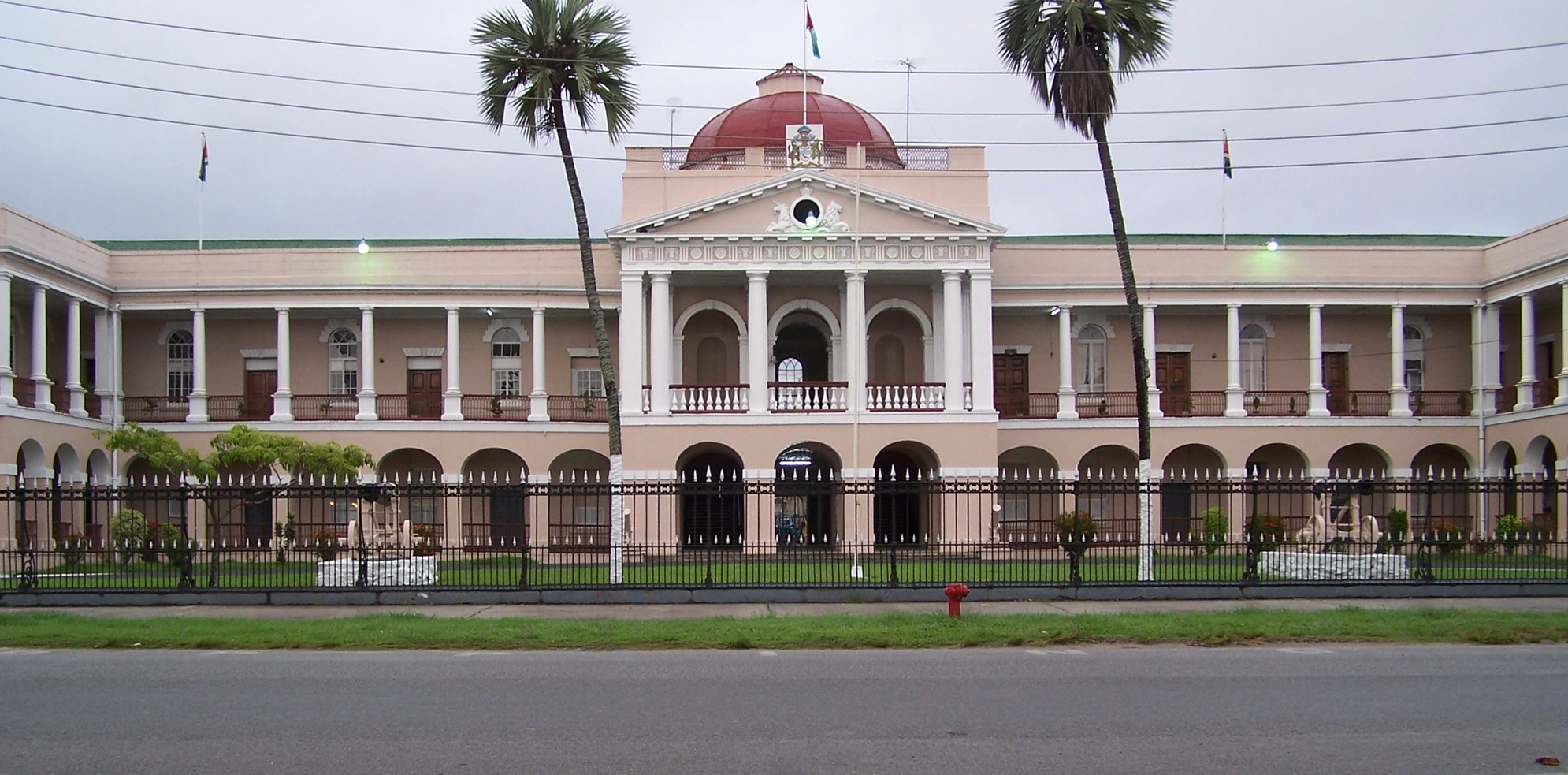
Парламент Гаяни

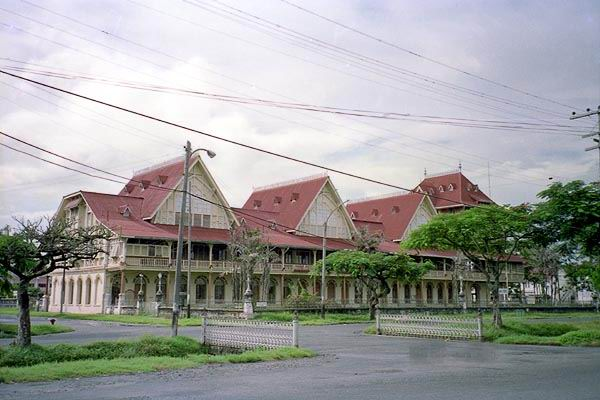
Верховний Суд Гаяни

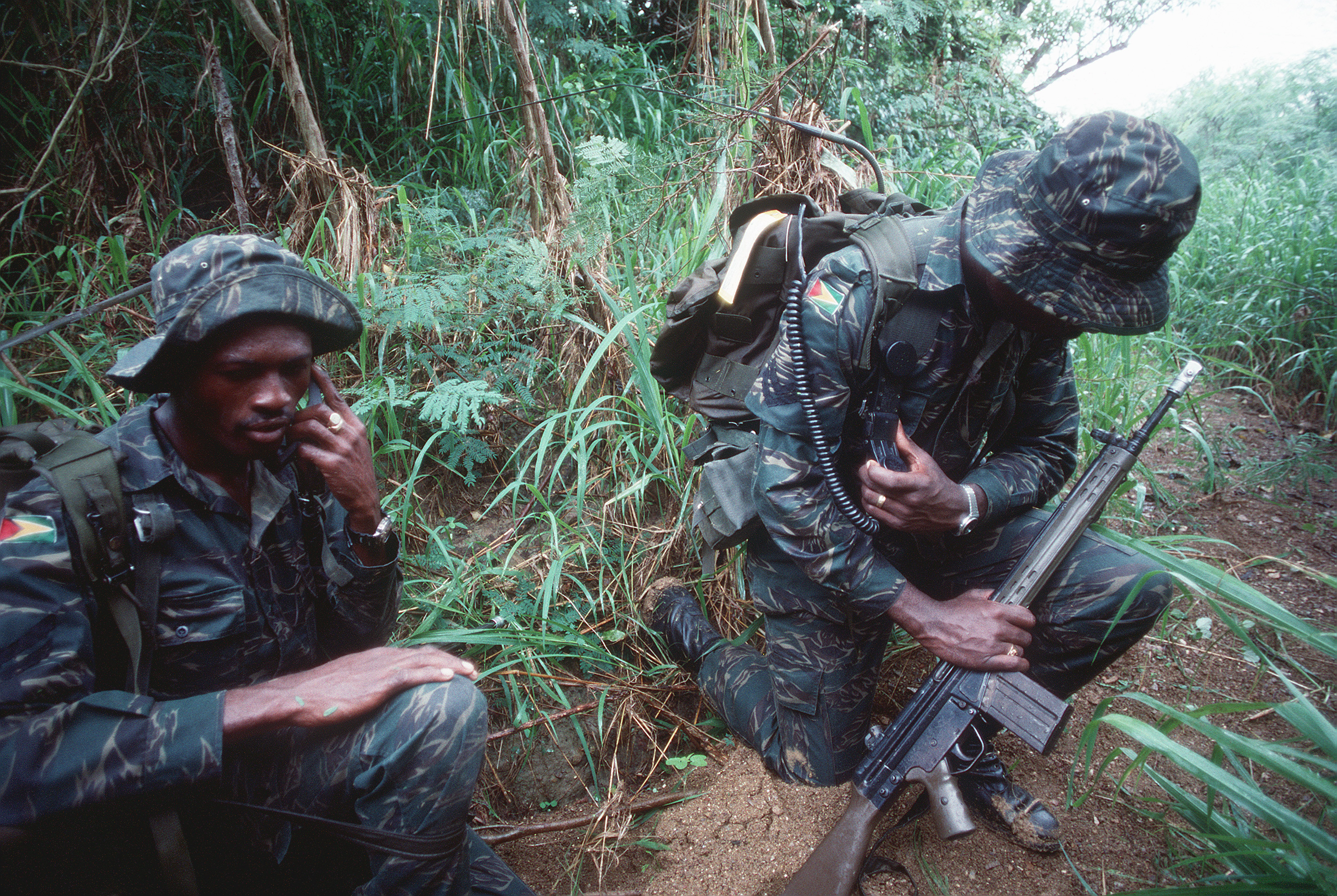

Гаяна — незалежна держава в складі британської Співдружності. Відповідно до конституції 6 жовтня 1980 р. і змінами, внесеними в неї в 1996 р., країна є президентсько-парламентською республікою.
Глава держави та уряду — президент, що обирається строком на 5 років від партії, яка здобула перемогу на загальних виборах, без обмеження щодо кількості термінів перебування на посаді. Він є також головнокомандувачем збройних сил, має право припиняти роботу парламенту й розпускати його. Чинний президент Девід Артур Грейнджер перебуває на посаді з 16 травня 2015 року. Уряд Гаяни призначається президентом і підзвітний парламенту.
Законодавча влада належить однопалатному парламенту — Національній асамблеї у складі 65 членів (термін повноважень — 5 років). З них 53 депутати обираються на основі пропорційного представництва загальним, прямим і таємним голосуванням. Виборче право надано громадянам Гаяни, які досягли 18 років, і громадянам Співдружності, які постійно проживають у країні. 10 членів Національної асамблеї обираються демократичними радами районів країни, 2 — Національним конгресом місцевих демократичних органів. В асамблею входять 2 члени, які не мають права голосу й призначаються президентом.
Виконавча влада зосереджена в руках кабінету міністрів, що призначається президентом і є відповідальним перед Національною асамблеєю. Прем'єр-міністр також виконує обов'язки президента в разі смерті глави держави до закінчення терміну його повноважень.
Дві найбільші політичні партії Гаяни мають чітко виражений етнічний характер. Народна прогресивна партія, що перебуває при владі з 1992 року, має підтримку переважно серед індійського населення, а Народний національний конгрес, що домінував у політиці країни з моменту проголошення незалежності до 1992 року, є партією афро-гаянців.

### Збройні сили
Основним завданням збройних сил Республіки Гаяни є захист свободи, незалежності й територіальної цілісності держави. Вони складаються з сухопутних військ, військово-морських і військово-повітряних сил.
До 1990-х років армія була однією з тих сил, на які спиралася влада, а також одним із джерел зайнятості для юнаків африканського походження. Зокрема, у 1992 році армія Гаяни складалася з 97 % афро-гаянців і 3 % американських індіанців.
Загальна чисельність збройних сил становить близько 12 тис. осіб. Вони складаються з Сил оборони Гаяни, Народної міліції й Національної служби безпеки (поліції). Військові витрати у 2003 становили 0,8 % ВВП.

### Територіальні суперечки
У кінці XIX століття Венесуела оголосила про свої претензії на територію Британської Гвіани на захід від річки Ессекібо — після того, як там були виявлені поклади золота й алмазів. Міжнародний арбітражний трибунал у 1899 році вирішив спір в основному на користь Британії, Венесуелі було передано ділянку на північному заході Британської Гвіани.
З 1962 року, за 4 роки до отримання Гаяною незалежності від Британії, Венесуела знову стала вимагати території на захід від річки Ессекібо — площею близько 160 тис. квадратних кілометрів, тобто майже три чверті всієї території Гаяни. Ці претензії повторювалися всіма президентами Венесуели, в тому числі й Уго Чавесом.
Окрім того, Суринам висловлює претензії на частину території на південному сході Гаяни, район Тігрі. Там передбачається наявність нафтових родовищ.

## Міжнародні відносини
Гаяна та Україна встановили дипломатичні відносини 15 листопада 2001 р.

## Культура

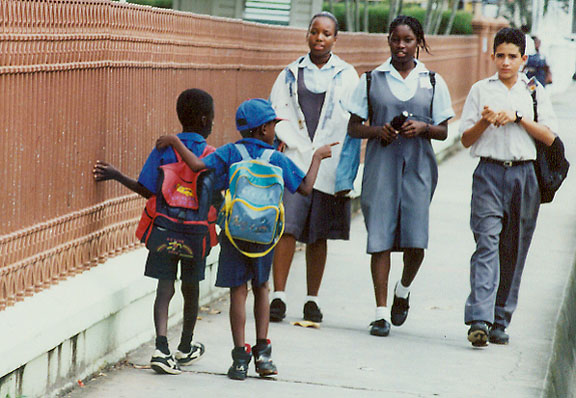

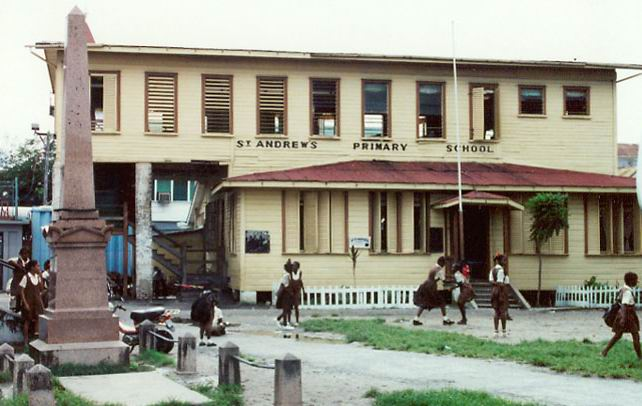

Розвиток культури Гаяни значною мірою обумовлений колоніальним минулим цієї країни, а також багатоетнічністю її населення, що особливо яскраво проявляється в організації святкових заходів, де заведено поєднувати елементи африканських, європейських та індійських традицій. Зазвичай у вересні проводяться обов'язкові заходи, присвячені індіанській культурній спадщині. Загалом гаянська культура більше наближена до культури країн Карибського басейну, ніж Латинської Америки.

### Освіта
Освітня система Гаяни спирається на досвід, запозичений з часів, коли країна ще була колонією Великої Британії, і зовні нагадує цю галузь в англомовних країнах Карибського регіону. У середньому на потреби освіти витрачається 8,3 % від ВВП. Шкільна освіта контролюється державою через міністерство освіти та державні програми, які здійснюються як у громадських, так і приватних школах. Згідно із законодавством, у школах зобов'язані вчитися діти з 5 років 9 місяців до 16 років. Навчальний рік починається у вересні та закінчується в липні. Школярі вчаться 5 годин на день.
З кінця 1980-х років у зв'язку з економічними труднощами рівень грамотності знизився, але в наші дні залишається одним з найвищих серед країн третього світу (92 % осіб віком понад 16 років). Міністерство освіти за підтримки міжнародних організацій реалізує програми та окремі заходи щодо підтримки грамотності, безкоштовно роздає дитячі книги та підручники.
Найстарішою установою освіти в Гаяні є Королівський коледж, заснований у 1844 році. Він дає вищий щабель середньої освіти. Окрім того, є інші установи з вищим ступенем і професійної освіти — Президентський коледж (з 1985 р.), Гаянська школа сільського господарства, Вища школа Маккензі, Нью-Амстердамський технічний інститут, Лінденський технічний інститут та ін. Єдиною установою, яка дає вищу університетську освіту, є Університет Гаяни.

## Спорт

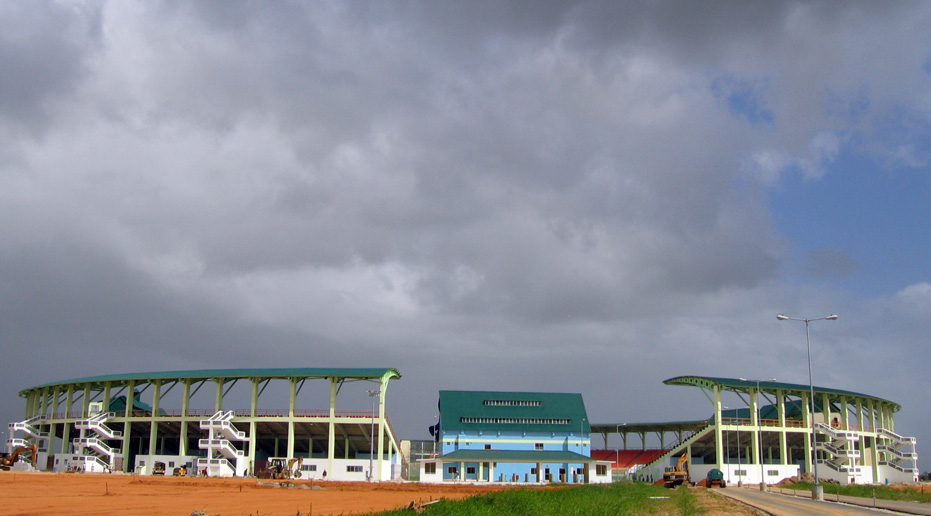
Providence Stadium

Найпопулярнішим видом спорту в Гаяні є крикет. Спортсмени Гаяни беруть участь у міжнародних змаганнях з крикету в складі команди Вест-Індії, а також на регіональних змаганнях у складі команди Гаяни, суперниками якої є збірні інших вест-індійських держав. З Гаяни походить чимало  найвизначніших вест-індійських крикетистів, зокрема Клайв Ллойд, Алвін Каллічаран, Роган Кангаї, Шівнарін Чандерпул та ін. У 2007 році Гаяна разом з іншими вест-індійськими країнами приймала кубок світу з крикету. Побудований для цього турніру стадіон Providence Stadium є одним із місць проведення міжнародних змагань командою Вест-Індії.
Іншими популярними видами спорту є футбол, нетбол, баскетбол, регбі, бокс та ін. Спортсмени Гаяни брали участь у XIV Літніх Олімпійських іграх. Єдиним гаянським спортсменом, що завоював олімпійську медаль, став боксер Майкл Ентоні, що виборов бронзу у ваговій категорії до 54 кілограмів на Московській олімпіаді 1980 року.